# 이회택
이회택(李會澤, 1946년 10월 11일~)은 대한민국의 은퇴한 축구 선수이자 축구 지도자, 행정가로 1988년부터 1990년까지 국가대표팀 감독으로 1990년 FIFA 월드컵에 감독으로 출전했고 현역 시절 1970년 아시안 게임 금메달 멤버였으며 본관은 연안이며 현재 K리그2 김포 FC의 기술 고문으로 활동하고 있다.

## 지도자 경력
1983년 모교인 한양대학교 축구부 감독이 되면서 감독 경력을 시작했다. 1987년 포항제철 아톰즈 감독직을 맡음과 동시에 대한민국 축구 국가대표팀의 감독(당시에는 대표팀 감독직이 전임 감독제가 아니었다. 전임 감독제는 1992년에 김호 감독 때부터 시작됐다.)의 감독으로 선임되어 대한민국을 1990년 FIFA 월드컵에 진출시켰지만 본선에서 황보관만이 득점하는 부진으로 3패를 당해 탈락한 후 국가대표팀 감독직에서 사임했다. 이후 모교인 한양대학교의 체육부장을 하다가 1998년 전남 드래곤즈의 감독을 맡았으며, 2003년 11월 29일 FA컵 결승전을 끝으로 전남의 감독직에서 사임했는데 1996년 대우 로얄즈 감독 물망에 올랐으나  2억여원의 연봉에다 3년 계약기간 보장 등 까다로운 조건을 내세우는 바람에 좌절됐다. 이후 전남 드래곤즈의 기술고문을 맡았고 2004년 5월부터 2005년 11월까지 대한축구협회의 기술위원으로 있었으며, 2004년부터 대한축구협회의 부회장으로 있는 중이다.
현재는 자신의 고향인 경기도 김포시에 이회택 어린이 축구교실을 운영 중이다. 이 축구교실을 거친 선수 중 한 명이 김원일이다.

## 기타
한편, 60년대 후반부터 70년대 초반까지 11번을 달았음에도 60년대 중반까지 한국여자농구의 금자탑을 세운 박신자와 국가대표 야구선수 유백만 두 선수의 등번호였던 14번으로 뒷날 변경했지만 국가대표에서 제외되는 등 불운이 겹치자 원래의 등번호 11번으로 되돌아갔다.